# Oncidium ansiferum
Oncidium ansiferum är en orkidéart som beskrevs av Heinrich Gustav Reichenbach. Oncidium ansiferum ingår i släktet Oncidium och familjen orkidéer. Inga underarter finns listade i Catalogue of Life.

## Bildgalleri

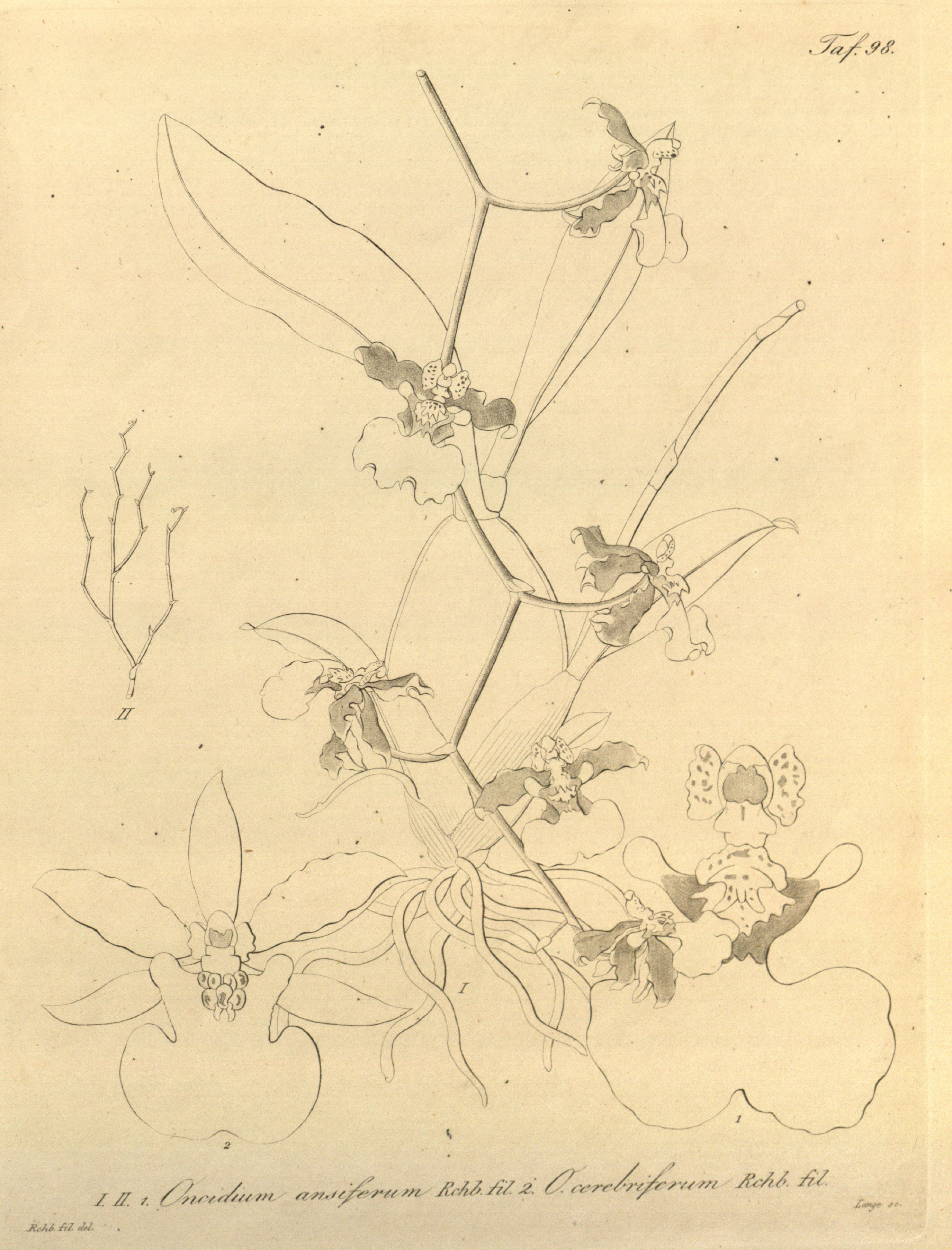